# Chionea (Sphaeconophilus) lutescens
Chionea (Sphaeconophilus) lutescens is een tweevleugelige uit de familie steltmuggen (Limoniidae). De soort komt voor in het Palearctisch gebied.